# كان ويليامسون
كان ويليامسون (8 أغسطس 1990 في نيوزيلندا - ) (بالإنجليزية: Kane Williamson)‏ هو لاعب كريكت نيوزلندي. شارك مع منتخب نيوزيلندا الوطني للكريكت. أما مع النوادي، فقد لعب مع صن رايزرز حيدر آباد وNorthern Districts men's cricket team ‏ وBarbados Royals ‏ ونادي مقاطعة غلوستر للكريكت ‏ ونادي مقاطعة يوركشاير للكريكت ‏.

## وصلات خارجية
- كان ويليامسون على موقع إي آس بي آن كريك إنفو (الإنجليزية)
- كان ويليامسون على موقع ويزدن الهند (الإنجليزية)